# Frank Gray
Francis Tierney Gray, mais conhecido como Frank Gray (Glasgow, 27 de outubro de 1954), é um ex-futebolista escocês.

## Carreira

### Leeds United
Gray fez parte de uma gerações de jogadores da Leeds United de meados da década de 1970, encarregada da tarefa de manter o sucesso do clube após a era Don Revie.
Grey juntou-se ao clube como meio-campista de 17 anos e estreou em 1973, marcando um gol em seu primeiro jogo. O técnico Don Revie havia perdido Terry Cooper por causa de uma lesão e precisava encontrar substitutos e Gray obteve sua chance no time titular.
Gray foi sacado da equipe devido a sua idade no ano seguinte e Cherry se estabeleceu na posição. O Leeds ganhou o Campeonato Inglês daquela temporada, mas Gray jogou apenas três vezes.
Na temporada seguinte, ele fez 18 jogos na Liga e jogou na final da Liga dos Campeões em Paris em que o Leeds perdeu por 2-0 para o Bayern de Munique.
À medida que o time de Don Revie se dissolveu devido à idade - o próprio Revie saiu para ser treinador na Seleção Inglesa no ano anterior - Gray encontrou-se marcado como um dos jovens brilhantes que manteriam o trabalho da equipe anterior, ao lado de Gordon McQueen e Joe Jordan.

### Nottingham Forest
Gray deixou o Leeds em 1979 por £500,000 e se juntou ao Nottingham Forest. Gray entrou no time e jogou sua segunda final da Liga dos Campeões em 1980, fazendo dele o primeiro jogador a jogar a final com dois clubes ingleses diferentes mas desta vez, ele foi bem-sucedido, uma vez que o Forest venceu por 1-0 o time do Hamburgo SV.

### Retorno para o Leeds
Apesar de seu sucesso, Gray nunca se firmou no Forest e aceitou um convite em 1981 para retornar ao Leeds pelo ex-companheiro de equipe Allan Clarke, que agora era o treinador. Foi um acordo de £300,000 que fez Gray voltar para Elland Road, mas na primeira temporada de seu retorno, o Leeds acabou sendo rebaixado.
Clarke foi demitido de Leeds após a queda e o irmão de Gray, Eddie, assumiu o comando do clube. O mais novo Gray jogou durante quatro anos sob a administração de seu irmão, mas o Leeds não conseguiu subir de divisão e Gray deixou o clube para jogar no Sunderland em 1985, desta vez para nunca mais voltar. 
No total, Gray jogou 396 jogos e fez 35 gols.

## Carreira Internacional
Gray fez sua estreia na Seleção Escocesa em uma vitória por 1-0 sobre a Suíça em 1976.
Gray foi selecionado para o time da Copa do Mundo de 1982 na Espanha, ele jogou nos três jogos do grupo contra a Nova Zelândia, Brasil e URSS. .
Sua carreira internacional terminou em 1983 após 32 jogos e um gol.

## Títulos
Leeds United
- Campeonato Inglês de Futebol:1973–74

Nottingham Forest
- Supercopa da UEFA: 1979
- Liga dos Campeões: 1979–80

Sunderland
- Terceira Divisão Inglesa: 1987–88

Darlington
- Quarta Divisão Inglesa: 1990–91